# Krzysztof Iwanek
Krzysztof Iwanek (ur. 26 lipca 2000) – polski futsalista, bramkarz, reprezentant Polski, wychowanek Rekordu Bielsko-Biała, obecnie zawodnik FC Toruń.

## Kariera klubowa
Jest wychowankiem Rekordu Bielsko-Biała, z którym kilkukrotnie sięgał po młodzieżowe mistrzostwo Polski. W latach 2019–2020 znajdował się w pierwszej kadrze tego zespołu, z którym w latach 2019 i 2020 zdobył mistrzostwo Polski, a w roku 2019 Puchar Polski. Przed sezonem 2020/2021 został zawodnikiem klubu FC Toruń.

## Kariera reprezentacyjna
W 2018 roku z reprezentacją Polski do lat 21 wystąpił w Turnieju Państw Wyszehradzkich. Z reprezentacją Polski U-19 w 2019 roku doszedł do półfinału Mistrzostw Europy w tej kategorii wiekowej. W trakcie tego turnieju zdobył bramkę w meczu z Rosjanami. W tym samym roku zadebiutował w kadrze A, z którą wziął udział m.in. w turnieju eliminacyjnym do Mistrzostw Świata.